# Hab’ ich nur Deine Liebe (1953)
Hab’ ich nur Deine Liebe ist ein österreichischer Musikfilm von Eduard von Borsody aus dem Jahr 1953.

## Handlung
Franz von Suppè erlebt den Erfolg von Jacques Offenbachs Cancan-Kompositionen. Er selbst ist nur Kapellmeister in Direktor Pokornys Theater, wo er zudem mietfrei in der Requisitenkammer lebt – eine eigene Bleibe kann er sich nicht leisten und hat auch keinen Besitz mehr, den er verpfänden könnte. Gerne würde er einmal eine Operette komponieren, doch ist Pokorny nicht an seinen Stücken interessiert. Wie alle anderen will auch er Offenbach inszenieren, doch hat Impresario Spalandrini nur die unvollendete Operette Seufzerbrücke noch nicht an ein Theater verkauft. Pokorny übergibt das Stück an Suppè, der es vollenden und unter anderem ein Finale schreiben soll. Obwohl dieser zunächst ablehnt, bringt ihn die bekannte Sängerin Sophie Strasser dazu, die Herausforderung anzunehmen.
Bei der Premiere, bei der auch Offenbach anwesend ist, zeigt sich, dass das Finale eine Walzermelodie ist, zu der ein Cancan musikalisch hingeführt hat. Offenbach ist entsetzt. Das Publikum zeigt sich jedoch von der Walzermelodie so begeistert, dass Offenbach Suppè als Urheber des Stücks vorstellt. Dessen Glückssträhne hält an. Sophie Strasser bedingt sich aus, dass sie als Nächstes in einer Operette von Suppè auftreten will und Pokorny lässt sich erweichen. Suppè schreibt seine Operette Die schöne Galathée, die ein großer Erfolg wird. Weitere Operetten lassen ihn zu einem der erfolgreichsten Komponisten Wiens werden. Er heiratet Sophie Strasser.
Die Jahre sind vergangen und Suppè lebt im Reichtum. Er hat kleinere Affären, die ihm seine Frau verzeiht, zeigt sich jedoch komponiermüde und flieht mit seinem langjährigen Freund Toni immer wieder in kleinere Bars, weg von seiner Frau. Hier lernt er die Komtesse Coralie Baraqny kennen. Seine außereheliche Affäre mit ihr wird bald zum Stadtgespräch. Sophie ahnt, dass es nicht nur eine kleine Affäre ist, und gibt ihren Mann frei. Vor Coralie bittet sie sich jedoch aus, dass Suppè anlässlich seines Komponistenjubiläums im Theater erscheint. Immerhin hat sich der Kaiser persönlich angekündigt, um Suppè zu gratulieren. Coralie willigt ein, plant jedoch, mit Suppè kurz nach dem Abend abzureisen. Sie glaubt, dass sie ihm mehr als die Musik bedeutet.
Am Abend der Festveranstaltung wird eine Zusammenstellung der bekanntesten Stücke Suppès gegeben. Schon in der Loge erinnert sich Suppè an der Seite seiner Frau daran, wie viel Sophie für ihn aufgegeben hat und wie oft sie sich die Treue geschworen haben. Der Kaiser persönlich verleiht ihm kurz darauf den Franz-Joseph-Orden für seine Verdienste um die Musik. Am Ende tritt Sophie selbst auf die Bühne und singt Hab’ ich nur Deine Liebe aus Boccaccio. Suppè eilt auf die Bühne und verkündet seine Liebe zu Sophie – und die im Saal abwesende Coralie verlässt das Theater schließlich ohne ihn.

## Produktion
Der Film wurde im Atelier Sievering der Wien-Film gedreht mit Außenaufnahmen aus Wien und Umgebung. Die Bauten schufen Julius von Borsody und Hans Rouc. Der Film erlebte am 15. Dezember 1953 in Wien seine Uraufführung.
In Hab’ ich nur Deine Liebe sind verschiedene Musikstücke von Franz von Suppè und Jacques Offenbach zu hören.

## Kritik
Der Spiegel schrieb 1954, dass die Wiener Filmmacher „[a]uf der verzweifelten Suche nach einem vergessenen ‚Immergrün‘ auf ihrer radikal abgefilmten Operetten-Wiese […] jetzt bei dem in jeder Beziehung bärtigen Franz von Suppè angelangt [sind]. Da die dramatischen Höhepunkte seines Schöpferlebens sich auf einen unglücklich breiten Zeitraum verteilen, muß der unbärtige Johannes Heesters in anderthalb Stunden den ersten und zweiten Frühling des Komponisten durcheilen. Im zweiten fühlt er sich sichtlich zu Haus.“
Der film-dienst bezeichnete Hab’ ich nur Deine Liebe als „ein sehr farbfreudiges Erzeugnis österreichischer Schule“ und fasste zusammen: „Populäre Musik, phantastische Schauszenen, etwas für’s Gemüt, ein bißchen Leidenschaft, im Hintergrund die obligaten, rasch vorbeihuschenden Nackedeis, und vor allem: Johannes Heesters im kaiserlichen Wien. An genrebegeisterten Besuchern wird es wohl kaum fehlen.“
Das 1990 vom film-dienst herausgegebene Lexikon des internationalen Films nannte Hab’ ich nur Deine Liebe eine „leichte musikalische Unterhaltung – im Mittelpunkt der Handlung die galanten Abenteuer des Komponisten.“
Cinema empfand den Film als „verkitschtes Porträt und biedere Unterhaltung im Dreivierteltakt. Fazit: Komposition aus Kitsch und Plüsch.“